# Tomás Szécsényi
Tomás Szécsenyi (en húngaro: Szécsenyi Tamás; ¿?-18 de septiembre de 1354) fue un noble húngaro del siglo XIV. Fue también Juez del reino, vaivoda de Transilvania (1321-1342) y primer canciller de la Orden de caballería de San Jorge fundada en 1326 por el rey Carlos I Roberto de Hungría.

## Biografía
Tomás nació como hijo de Farkas Szécsenyi, de la rama de la familia Szécsenyi de Nógrád que no ocupaba cargos públicos desde el asesinato de la reina consorte Gertrudis de Merania en 1213, segunda esposa del rey Andrés II de Hungría. Cuando en 1301 murió el rey Andrés III de Hungría y con éste se extinguió la Casa de Árpad surgió un caos en la sucesión donde varios nobles se disputaron el trono. Por otra parte la oligarquía local dentro del reino había adquirido mucho poder y enfrentaron a los pretendientes al trono. Mientras los miembros de su familia apoyaron a Mateo Csák, uno de los oligarcas más poderosos, Tomás Szécsenyi fue fiel vasallo de Carlos Roberto de Anjou, uno de los candidatos. Pronto Wenceslao III de Bohemia y Otón III Duque de Baviera terminaron cediendo y Carlos Roberto quedó como el único pretendiente y fue coronado como rey húngaro. 
Sin embargo, la oligarquía seguía gobernando en sus territorios sin querer someterse al poder real, ante lo cual Carlos Roberto continuó con varias batallas buscando derrotarlos. En 1312 el rey Carlos Roberto movilizó sus ejércitos junto a Tomás Szécsenyi, y vencieron en la batalla de Rozgony a los oligarcas rebeldes encabezados por los hijos del fallecido noble Amadeo Aba y Mateo Csák. 
En 1316 Szécsenyi recuperó la ciudad de Visegrado arrebatándosela a Mateo Csák, tras lo cual la corte y la sede real volvió a esta. Convirtiéndose en uno de los nobles más cercanos y de confianza de Carlos Roberto, en 1318 pidió la mano de Beatriz de Luxemburgo para el monarca, pues su esposa anterior había fallecido pocos meses antes. En 1319 Tomás fue nombrado ispán de las provincias de Szerém, Bács y Arad, y entre 1321 y 1342 fue vaivoda de Transilvania.
Para mantener a todos los nobles húngaros complacidos y bajo su control, el rey fundó la Orden de caballería de San Jorge en 1326, de la cual fue Tomás su primer canciller. Posteriormente entre 1347 y 1348 fue nombrado ispán de la provincia de Keve y de Krassó. Sus últimos años de vida los pasó como juez del reino (1349-1354).
Legó a sus descendientes enormes posesiones en las provincias de Nógrád, heves, Somogy y en Transilvania.